# Alexander Semjonowitsch Kronrod

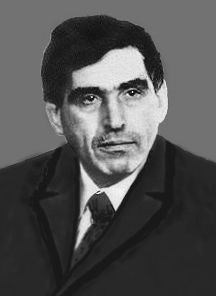
Alexander Semjonowitsch Kronrod

Alexander Semjonowitsch Kronrod (russisch Александр Семёнович Кронрод; * 22. Oktober 1921 in Moskau; † 6. Oktober 1986 ebenda) war ein sowjetischer Mathematiker und Informatiker.

## Leben
Der Ingenieurssohn Kronrod interessierte sich bereits als Schüler für Mathematik. Er schloss sich der Mathematik-Gruppe Dawid Schlkljarskis an und war Sieger einer Mathematikolympiade. Er begann 1938 das Studium an der Universität Moskau (MGU) in der Mechanik-Mathematik-Fakultät (Mechmat). 1939 wurde seine erste wissenschaftliche Arbeit veröffentlicht.
Nach Beginn des Deutsch-Sowjetischen Kriegs wurde Konrod zum Ausheben von Schützengräben zur Verteidigung Moskaus mobilisiert. Nach der Rückkehr bewarb er sich erneut für die Rote Armee und wurde bald an die Front geschickt. In der Schlacht um Moskau wurde er schwer verwundet. Nach der erneuten Verwundung 1943 wurde er aus Gesundheitsgründen aus der Armee entlassen.
Kronrod nahm das Studium an der MGU 1944 wieder auf. Nach der Aspirantur an der MGU bei Nikolai Lusin verteidigte er 1949 für die Promotion zum Kandidaten der physikalisch-mathematischen Wissenschaften seine Dissertation zur Theorie der Funktionen mit zwei Variablen so erfolgreich, dass er direkt zum Doktor der physikalisch-mathematischen Wissenschaften promoviert wurde. Seine offiziellen Opponenten waren Mstislaw Keldysch, Andrei Kolmogorow und Dmitri Menschow.
Neben dem Studium und danach arbeitete Kronrod ab 1945 im Kurtschatow-Institut für Atomenergie am Lehrstuhl für Computermathematik. Zusammen mit dem Ingenieur Nikolai Iwanowitsch Bessonow baute er den Relaisrechner RWM-1 auf. Von 1946 bis 1953 leitete Kronrod in der Mechmat der MGU zusammen mit Alexander Brudno ein Seminar, in dem sich ein informeller Kreis von Mathematikern, Informatikern und Ökonomen aus unterschiedlichen Organisationen traf: Georgi Adelson-Welski, Wladimir Arlasarow, Wiktor Belkin, Igor Birman, Michail Bongard, Dawid Grobman, Jewgeni Landis, Alexander Lunz u. a. Sie beschäftigten sich mit der Programmierung von Spielen und Problemen des Erkennens, der Diagnostik und der Ökonomie. Ihre Ergebnisse führten zu originellen Brute-Force-Methoden, insbesondere zu einer Branch-and-Bound-Methode, zu Auskunftssystemen mit Logarithmischer Schreib- und Such-Zeit, zu optimierter Planung u. a.
Ab 1958 leitete Kronrod ein Laboratorium des Instituts für Theoretische und Experimentelle Physik (ITEF) für die Lösung physikalischer Aufgaben im Zusammenhang mit der Kernwaffentechnik. Er war mit der Suche nach digitaltechnischen Lösungen beschäftigt.
An der MGU führte Kronrod einen Mathematik-Schülerkreis. Ab 1961 arbeitete er auch an der Moskauer Schule Nr. 7 und entwickelte Mathematik-Unterrichtsmethoden. Auch interessierte er sich für Ökonomie und Probleme der Preisbildung und gehörte zeitweise zu der Kommission für Preispolitik des Finanzministeriums. Im Hinblick auf Differentialdiagnostik mit dem Computer arbeitete er mit seinem früheren Studenten P. J. Kunin im Herzen-Forschungsinstitut für Onkologie in einem Projekt zusammen, das jedoch wegen des frühen Todes Kunins bald endete.
Im ITEF-Laboratorium begannen 1963 unter Kronrods Leitung mit dem Arbeitsgruppenleiter Alexander Brudno die Arbeiten zur Entwicklung des sowjetischen Schachprogramms Kaissa. 1966 wurde Kronrod zum Professor ernannt.
Kronrod gehörte zu den 99 sowjetischen Mathematikern, die 1968 den öffentlichen Brief gegen die Inhaftierung des Dissidenten Alexander Jessenin-Wolpin in einer psychiatrischen Klinik unterzeichneten, worauf Kronrod entlassen wurde. Er arbeitete nun im Institut für Patentinformation und ab 1974 im Geophysik-Zentrum des Ministeriums für Erdöl- und Erdgas-Industrie der UdSSR. 1982 wurde er pensioniert.
Kronrod interessierte sich für Probleme der Krebsbehandlung. Er verschaffte auf privatem Wege Krebskranken aus Bulgarien das Präparat Anabol auf der Basis des Lactobacillus delbrueckii subsp. bulgaricus und organisierte die Produktion des ähnlichen Präparats Milil.
Kronrod starb am 6. Oktober 1986 in Moskau nach einem dritten Schlaganfall und wurde auf dem Donskoi-Friedhof begraben.

## Ehrungen, Preise
- Orden des Roten Sterns[9]
- Preis der Moskauer Mathematischen Gesellschaft für junge Wissenschaftler (zweimal)
- Orden des Roten Banners der Arbeit
- Stalinpreis (1954)[3]